# Ranulfo Cortés
Ranulfo Cortés (né le 9 juillet 1934 à Mexico au Mexique et mort à une date inconnue) est un joueur de football mexicain, qui jouait en tant que milieu de terrain.

## Biographie
On sait peu de choses sur sa carrière de joueur, sauf peut-être qu'il a évolué pour l'équipe du Club Oro de Jalisco.
Au niveau de sa carrière en sélection, il a disputé la coupe du monde 1954 en Suisse avec l'équipe du Mexique.